# Benedikt Stöber
Benedikt Stöber (1714? – 8. květen 1787 Praha) byl jezuitský kněz a kancléř pražských arcibiskupů Jana Mořice Gustava z Manderscheid-Blankenheimu a Antonína Petra Příchovského z Příchovic.

## Život
Datum narození je nejisté. Rok 1714 se odvozuje ze zápisu ve svatovítské matrice o jeho úmrtí, kde je uvedeno, že zemřel v roce 1787 ve věku 73 let. V roce 1747 byl novicem v Brně. Pak studoval v Jihlavě a v pražském Klementinu. V roce 1749 byl vysvěcen na kněze. V roce 1752 jej pražský arcibiskup Jan Mořic Gustav z Manderscheid-Blankenheimu jmenoval svým kancléřem. Tato volba vyvolala mezi světským kněžstvem pohoršení a podezření z protekce. Rovněž byla vyslovena podezření, že stařičký arcibiskup pouze potvrzuje, co mu jeho kancléř podkládá a že prakticky vládne Stöber. Údajně se za jeho propuštění přimlouvala i sama císařovna Marie Terezie.
Proti těmto obviněním stojí rozsáhlé Stöberovo dílo úřední i teologické. Zůstal v úřadu i po zrušení Tovaryšstva Ježíšova. Jeho rukopisné dílo je uloženo v arcibiskupské knihovně v Praze.
V roce 1769 věnoval obnos 9 000 zlatých na zakoupení části domu pro obydlí administrátora Kostela svatého Jana Nepomuckého na Skalce.
Z jeho dědictví byl zřízen Stöberův fond (Stöberische Klerkerkassa), který sloužil k podpoře duchovního stavu. Z fondu byl hrazen nábytek, strava a nutná obsluha duchovním.